# 维尔纳环形山
维尔纳环形山（Werner）是月球正面中南部高地上一座相对年轻的大陨坑，约形成于32亿年－11亿年前的爱拉托逊纪，其名称取德国数学家暨地理学家和天文学家约翰内斯·维尔纳（Johannes Werner，1468年－1528年） ，1935年被国际天文学联合会批准接受。

## 描述

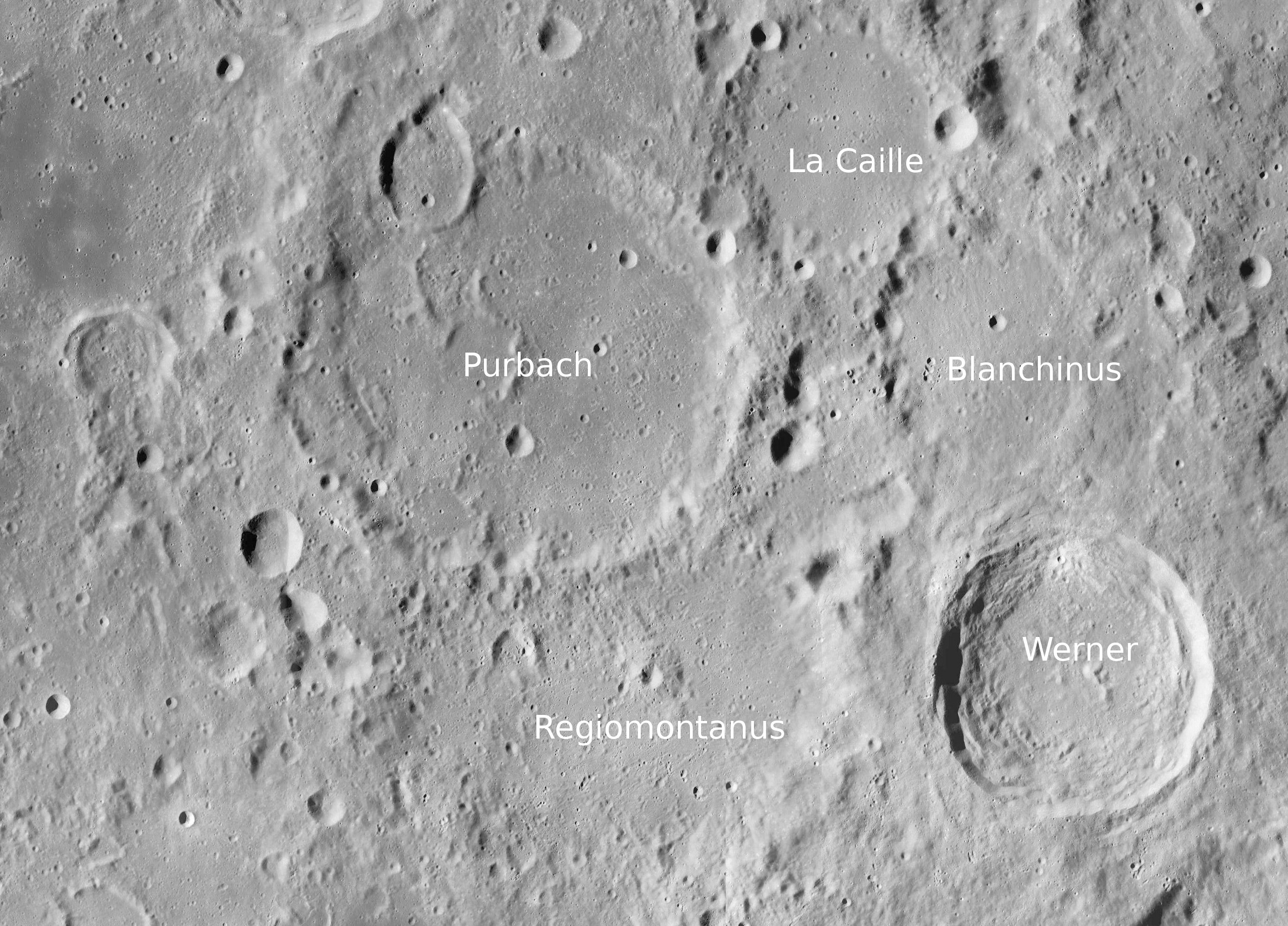
维尔纳环形山的周边，月球勘测轨道飞行器拍摄

该陨坑西侧毗邻雷乔蒙塔努斯环形山、西北靠近普尔巴赫环形山、大陨坑比安基奴斯环形山连接了它的北侧壁、而克鲁森施滕陨石坑和阿里辛西斯环形山则分别位于它的东北和东南，维尔纳环形山的东北偏东矗立着阿皮亚纳斯陨石坑、西南面坐落了巨大的沃尔瑟环形山。该陨坑中心月面坐标为28°02′S 3°17′E / 28.03°S 3.29°E，直径70.6公里，深度约4.2公里。
维尔纳环形山的地质龄非常年轻，与周边其它大陨坑相比，坑壁几乎未受到侵蚀。该陨坑外侧壁突出，内侧壁带有明显的阶地状结构，坑壁与坑底最大落差达4.2公里，坑壁平均高出周边地形1290米，内部容积约4400公里³。碗状的坑底相对平坦，分布有一些低矮的山脊和一座直径15.56公里、高1500米的庞大中央峰。靠西北内侧坡底有一小片高反照率的地表。据部分观察者反映，该区域显示有一座火山口；在北侧内壁坡底则分布有另一处高反照率区，上面坐落着卫星坑"维尔纳 D"。维尔纳环形山的形态特征隶属"TYC"(以该类陨石坑的典型代表-第谷坑所命名)。
在上弦月前数小时，该陨坑的坑壁上会呈现"月球 X"视觉现象。

## 卫星陨石坑
按惯例，最靠近维尔纳环形山的卫星坑将在月图上以字母标注在它的中心点旁边。

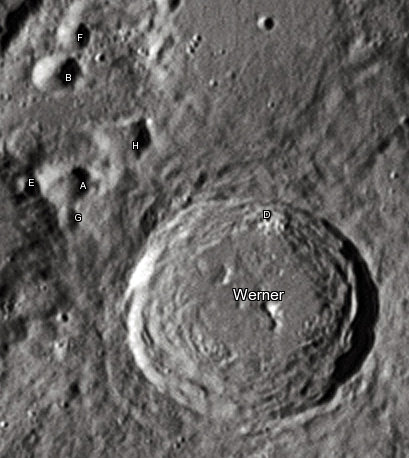
戴维·坎贝尔图片

| 维尔纳 | 纬度    | 经度   | 直径    |
| ------ | ------- | ------ | ------- |
| A      | 27.2° S | 1.1° E | 15 公里 |
| B      | 26.2° S | 0.7° E | 13 公里 |
| D      | 27.1° S | 3.2° E | 2 公里  |
| E      | 27.4° S | 0.8° E | 7 公里  |
| F      | 25.8° S | 0.8° E | 10 公里 |
| G      | 27.6° S | 1.3° E | 9 公里  |
| H      | 26.6° S | 1.5° E | 16 公里 |